# 어퍼웨스트사이드

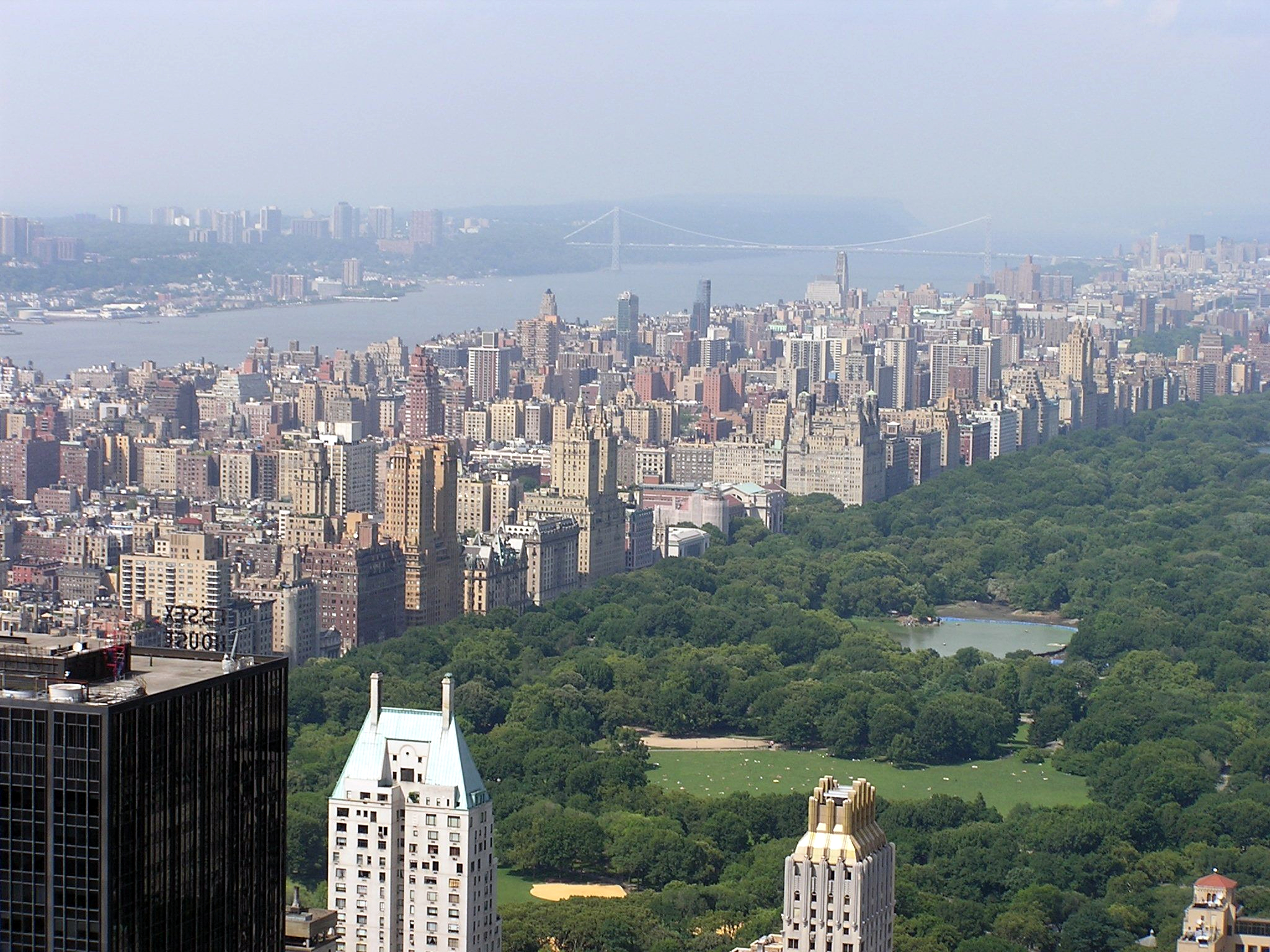
록펠러 센터 전망대에서 바라 본 업퍼 웨스트 사이드와 센트럴 파크. 멀리 허드슨강과 조지 워싱턴 다리가 보인다.

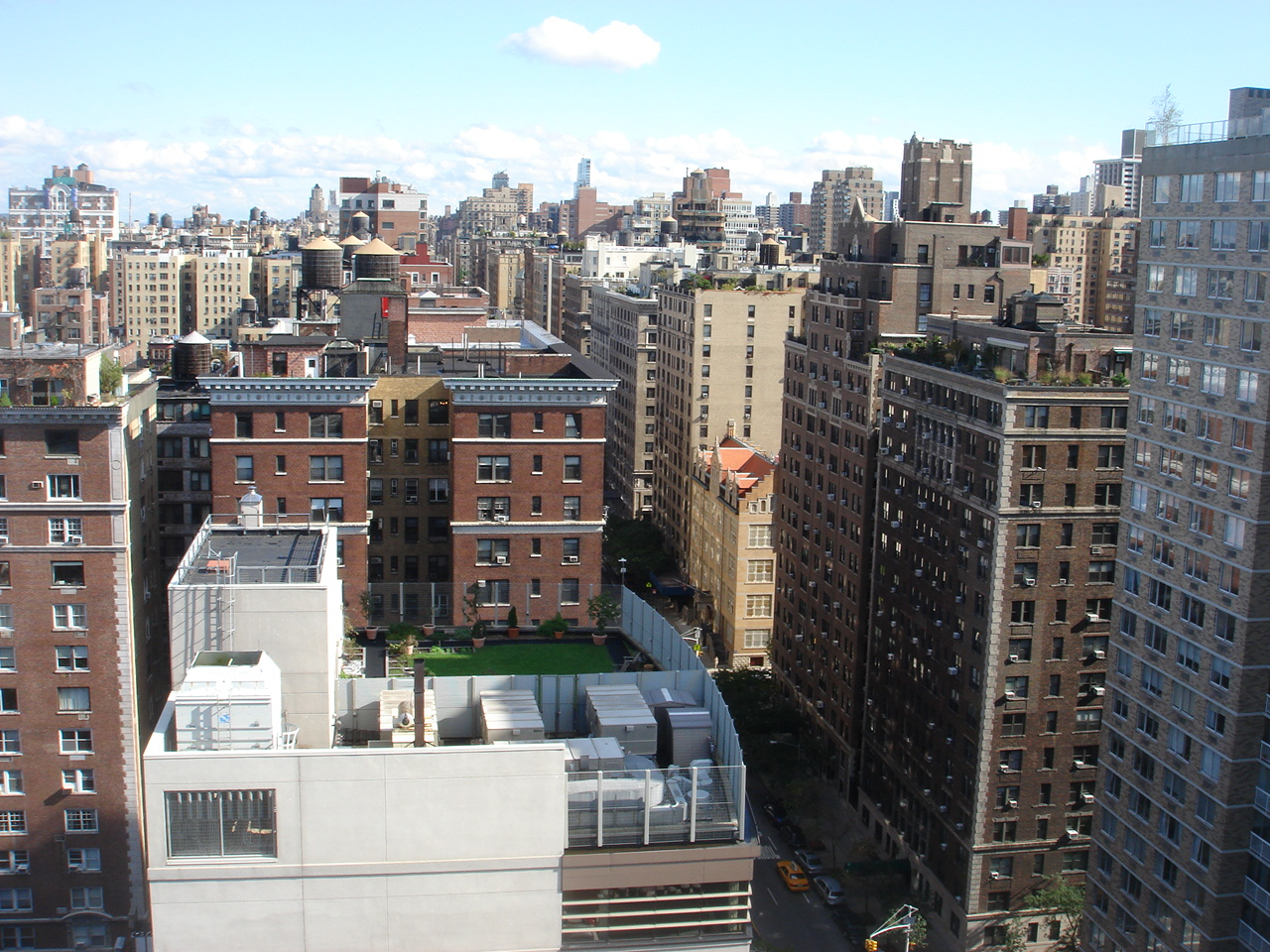
웨스트 앤드 에비뉴. 79번가에서 바라본 풍경

어퍼 웨스트 사이드(Upper West Side)는 뉴욕 맨해튼의 행정구 근처의 지역이다.

## 같이 보기
- 어퍼 이스트 사이드